# ピエール・ド・マリヴォー
ピエール・カルレ・ド・シャンブラン・ド・マリヴォー（フランス語:Pierre Carlet de Chamblain de Marivaux、1688年2月4日 - 1763年2月12日）は、フランス王国（現:フランス）パリ出身の劇作家、小説家。生涯に約40の戯曲を著した。
アカデミー・フランセーズの座席24番の会員で、これまで伝統的であった同国出身の劇作家モリエール流の喜劇を改革し、女性に於ける恋愛心理の分析を特色とする喜劇を創始した。
代表作は1730年にパリ・イタリア座で初演された『愛と偶然との戯れ』である。同作は2011年に宝塚歌劇団星組によって『めぐり会いは再び』のタイトルで上演されている。
また、マリヴォーの作品は極めて特徴的で、戯曲の主人公は決まって女性であり、作品にロマンティック・コメディを組み込み、繊細で気取りを表現した文体は「マリヴォダージュ」Marivaudage と呼ばれる。
マリヴォーは女性の恋愛心理を細かい描写で表現した。しかし、マリヴォーの存命中には観客から作品が充分に理解されず、収入的に失敗することも多かったが、20世紀に入ってから高く評価されるようになった。

## 生涯
1688年2月4日、フランス王国（現:フランス）のパリに、父はノルマンディー出身の法服貴族で資本家だったニコラ・カルレ Nicolas Carlet の元に生まれる。父の仕事の都合によりリヨンからリモージュへ移住し、幼少期はパリを離れてオーヴェルニュで過ごした。
最初は神愛オラトリオ会で学び、1712年にパリに戻り、法律を学んだ。
なお、パリでは同国出身の著述家ベルナール・フォントネルと親しくなり、フォントネルと知り合った以降は同国出身のランベール女公爵こと作家アンヌ＝テレーズ・ド・マルゲナ・ド・クルセルや哲学者ジャン・ル・ロン・ダランベールの母であるタンサン女公爵ことクロディーヌ・ゲラン・ド・タンサンのサロンに出入りしていた。
1706年に処女作である詩喜劇『Le Père prudent et équitable（賢明で公平な父親）』を著し、6年後の1712年に刊行された。
1710年代は戯曲よりも小説を多く著した（作品については当記事#作品を参照されたい）。なお、この頃、同国出身の作家アントワーヌ・ウダール・ド・ラ・モットと知り合っている。
1720年にはマリヴォー唯一の悲劇『アンニバル』をコメディ・フランセーズにて上演したが、失敗した。しかし同年、イタリア人俳優ルイージ・リッコボーニが率いるパリ・イタリア座で『恋に磨かれたアルルカン』を上演して人気を博し、劇作家としての地位を確立した。
その後、スコットランドの財政家ジョン・ローのミシシッピ会社への投資によって破産し、社会的な矛盾を感じるようになる。1711年からイギリスのエッセイスト、詩人ジョゼフ・アディソンとリチャード・スティールが刊行していたエッセイ新聞「ザ・スペクテーター」を模倣し、独自に1721年から1724年にかけて新聞「スペクタトゥール・フランセ（Le Spectateur Français）」を刊行した。
1722年5月5日には戯曲『恋の不意打ち』を上演し、翌年1723年4月6日には『二重の不実』を上演した。
1742年から1763年にかけてアカデミー・フランセーズの座席番号24番の会員を務める。
1763年2月12日にパリで亡くなる。

## 作品
マリヴォーの作品に登場する主人公は決まって女性であり、繊細な言葉遣いや言い回しは「マリヴォダージュ」と呼ばれる。ロマンティック・コメディの作品も多いが、『理性の島』のように人間の平等を主張する作品もある。

### 戯曲
日付は初演された日である。
- 『Le Père prudent et équitable』 - 1706年に著し、1712年に発表。
- 1720年3月3日、『L'Amour et la Vérité』
- 1720年7月16日、『恋に磨かれたアルルカン』Arlequin poli par l'amour
- 1720年、『アンニバル』Annibal - マリヴォー唯一の完結した悲劇。
- 1722年5月5日、『恋の不意打ち』La Surprise de l'amour
- 1723年4月6日、『二重の不実』La Double Inconstance
- 1724年2月5日、『Le Prince travesti』
- 1724年7月8日、『贋の侍女』 La Fausse Suivante
- 1724年12月2日、『Le Dénouement imprévu』
- 1725年、『奴隷島』 L'Île des esclaves
- 1725年8月19日、『L'Héritier de village』
- 『Mahomet second』 - 1726年頃に著されたとされる未完の悲劇。
- 1727年9月11日、『理性の島』 L'Île de la raison
- 1727年12月31日、『恋の不意打ち その2』 La Seconde Surprise de l'amour
- 1728年4月22日、『Le Triomphe de Plutus』
- 1729年6月18日、『新天地』 La Nouvelle Colonie
- 1730年1月23日、『愛と偶然との戯れ』Le Jeu de l'amour et du hasard
- 1731年11月5日、『La Réunion des Amours』
- 1732年3月12日、『愛の勝利』 Le Triomphe de l'amour
- 1732年6月8日、『Les Serments indiscrets』
- 1732年7月26日、『L'École des mères』
- 1733年6月6日、『うまくいった策略』 L'Heureux Stratagème
- 1734年8月6日、『La Méprise』
- 1734年11月6日、『Le Petit-Maître corrigé』
- 1734年、『Le Chemin de la fortune』
- 1735年5月9日、『La Mère confidente』
- 1736年6月11日、『遺贈』 Le Legs
- 1737年3月16日、『偽りの告白』 Les Fausses Confidences
- 1738年7月7日、『La Joie imprévue』
- 1739年1月13日、『率直な人々』 Les Sincères
- 1740年11月19日、『試練』 L'Épreuve
- 1741年、『La Commère』
- 1744年10月19日、『いさかい』 La Dispute
- 1746年7月6日、『Le Préjugé vaincu』
- 1750年12月、『La Colonie』
- 1754年、『La Femme fidèle』
- 1757年3月、『Félicie』
- 1757年3月、『La Provinciale』
- 1757年、『本気の役者たち』 Les Acteurs de bonne foi

### 小説
- 『Pharsamon ou Les Folies』
- 1714年、『Les Aventures de *** ou les Effets surprenants de la sympathie』
- 1714年、『La Voiture embourbée』
- 1714年、『Le Bilboquet』
- 1717年、『Le Télémaque travesti』
- 1731年、『マリヤンヌの生涯』La Vie de Marianne - 未完の小説。
- 1735年～1736年、『成り上がり百姓』Le Paysan parvenu - 未完の小説。

### 日本で刊行された作品
- 『愛と偶然の戯れ』（1935年、岩波書店,、進藤誠一訳）
- 『偽りの告白』（1955年、岩波書店、鈴木力衛訳）
- 『愛と偶然との戯れ』改版 (1978年、岩波文庫、進藤誠一訳)
- 『マリヤンヌの生涯』1, 2, 3, 4 (1988年、岩波文庫、佐藤文樹訳)
- 『新マリヴォー戯曲集』（1989年、大修館書店）
  - 収録作品：「いさかい」「愛の勝利」井村順一 訳、「二重の不実」鈴木康司訳、「贋の侍女」佐藤実枝 訳
- 『贋の侍女：または、罰をうけたペテン師』（1994年、咲良舎、佐藤実枝 訳）
- 『変装の王子：または、名高き遍歴の士』（1995年、咲良舎、井村順一 訳）
- 『うまくいった策略』（1995年、咲良舎、鈴木康司 訳）
- 『奴隷島』（1996年、咲良舎、佐藤実枝 訳）
- 『愛と偶然の戯れ』（1996年、咲良舎、鈴木康司 訳）
- 『ユートピア劇三部作(奴隷の島、理性の島、新天地)』（ユートピア旅行記叢書14 所収、1997年、岩波書店、佐藤実枝、鈴木康司、井村順一 訳）
- 『マリヴォー戯曲選集』（2006年、早稲田大学出版部、佐藤実枝 訳）
  - 収録作品「恋の不意打ち」「恋の不意打ち その2」「遺贈」「率直な人々」「試練」「本気の役者たち」
- 『贋の侍女・愛の勝利』（2009年、岩波書店、佐藤実枝、井村順一 訳）
- 『マリヴォー 偽りの打ち明け話 翻訳と試論』（2013年、早稲田大学出版部、佐藤実枝 訳）